# Constitution de l'Empire romain
 (novembre 2014).
 (mai 2012).
Les dispositions constitutionnelles sous l'Empire romain sont centrées autour de l'empereur.
D'Auguste à Dioclétien, l'empereur est officiellement appelé Princeps (« premier citoyen »). Le terme Princeps est d'abord utilisé par Auguste pour donner une apparence constitutionnelle à son pouvoir autocratique. Auguste ayant donné l'exemple, ses successeurs continuent à porter ce titre.
Par conséquent, les historiens modernes baptisent cette période (de 27 av. J.-C. à 284 ap. J.-C.) le « Principat ». Il s'agit de la première des deux ères de l'Empire romain. La deuxième ère, le « Dominat », commence avec Dioclétien en 284 et s'achève avec la chute de l'Empire romain d'Occident en 476.
Pendant la transition de la Monarchie vers la République, le roi (l'exécutif) perd ses pouvoirs constitutionnels au profit du Sénat. Pendant la transition de la République vers l'Empire, l'exécutif (l'empereur) retrouve ses pouvoirs. De fait, la fondation de l'Empire équivaut à la restauration de l'ancienne monarchie.
Auguste établit un système où, théoriquement, le pouvoir est partagé de façon équitable entre deux branches du gouvernement que sont le Princeps et le Sénat. Ce partage équitable est toujours illusoire mais le retour à une forme de monarchie devient de plus en plus clair durant les décennies qui suivent la mort d'Auguste.
Au fur et à mesure, le Sénat se soumet de plus en plus au Princeps. L'appartenance au Sénat n'est plus motivée par la recherche du pouvoir mais plutôt par la recherche de prestige et d'un bon rang social. Bien que les assemblées législatives continuent de se réunir longtemps après la chute de la République, elles deviennent vite impuissantes. Leur seule valeur politique tient au fait qu'elles peuvent être utilisées pour légitimer les décrets du Princeps.
Quand Dioclétien devient empereur en 284, il hérite d'une situation semblable à celle d'Octavien en 27 av. J.-C.. Dioclétien instaure alors les réformes les plus importantes depuis celles d'Auguste pour tenter de remédier au dysfonctionnement de la constitution précédente.

## Sénat
Si le Sénat des débuts de l'Empire détient un plus grand pouvoir que celui que détenait le Sénat de la République tardive, sa véritable autorité est cédée à l'empereur. En pratique, le pouvoir du Sénat impérial est négligeable.
Durant les règnes des premiers empereurs, les pouvoirs législatifs, judiciaires et électoraux sont tous transférés des assemblées législatives vers le Sénat, si bien que tous les pouvoirs constitutionnels sont désormais détenus par le Sénat. Néanmoins, le contrôle de l'empereur sur le Sénat est absolu. Le Sénat n'agit que comme un intermédiaire par lequel l'empereur exerce ses pouvoirs autocratiques.

### Composition du Sénat
La composition du Sénat n'est pas fondamentalement modifiée durant la transition de la République vers l'Empire, si ce n'est qu'il diminue de taille. Comme cela se passe déjà sous la République, l'élection à une magistrature conduit habituellement à l'entrée au Sénat. Mais des conditions plus rigoureuses sont instaurées pour pouvoir appartenir au Sénat impérial.

#### Taille du Sénat
L'empereur Auguste hérite d'un Sénat dont le nombre de membres avait été augmenté à 900 par son prédécesseur Jules César. De façon à réduire la taille du Sénat, Auguste révise la liste des sénateurs à trois reprises. Une fois ces trois révisions réalisées, le Sénat est réduit à 600 membres.

#### Devenir sénateur
Auguste modifie ensuite les règles spécifiant les conditions pour devenir sénateur. Ces réformes tentent de rendre le Sénat plus aristocratique. Sous l'Empire, comme c'est déjà le cas à la fin de la République, on ne devient sénateur qu'une fois élu à la questure. Sous l'Empire, néanmoins, on ne peut briguer la questure (ou n'importe quelle autre magistrature) que si l'on est de rang sénatorial, c'est-à-dire fils de sénateur.
Un individu ne remplissant pas ces conditions peut néanmoins accéder à la dignité sénatoriale lorsque l'empereur, soit lui donne l'autorité nécessaire pour se présenter à la questure, soit la lui attribue directement.

#### Liste des sénateurs
Commencée en 9 av. J.-C., une liste officielle des sénateurs est établie. Cette liste, l'album senatorium, est révisée chaque année. Durant l'année, l'album senatorium doit être régulièrement mis à jour pour refléter au mieux la composition du Sénat.

### Procédures sénatoriales
Après la chute de la République, le fait que ce soit l'empereur qui détienne le rôle de président constitue le changement le plus important dans la nature du Sénat. Le pouvoir de l'empereur sur le Sénat est total.

#### Réunions du Sénat
Au début de l'Empire, les sénateurs ont les mêmes droits qu'à la fin de la République. Les sénateurs peuvent s'occuper de problèmes extérieurs ou demander au Sénat d'agir de certaine façon. Les sénateurs de plus haut rang parlent avant les sénateurs de rang moins élevé. L'empereur, quant à lui, peut prendre la parole à n'importe quel moment.
La plupart des réunions du Sénat sont présidées par l'empereur. De plus, l'empereur détient un niveau d'autorité et de prestige qui retire leur indépendance à tous les magistrats. Pendant les réunions, l'empereur s'assoit entre les deux consuls.
Le Sénat se réunit habituellement dans la curie Julia aux calendes (premier jour du mois) et aux ides (autour du 15 de chaque mois).
Sous Auguste, un quorum est établi à 400 sénateurs. Comme le Sénat devient de plus en plus soumis à l'empereur, l'absentéisme est de plus en plus important. Parfois, le quorum n'est pas atteint mais les réunions ont quand même lieu.

#### Ratification des projets de loi
La majorité des projets de loi sont présentés au Sénat par l'empereur. Celui-ci nomme une commission chargée de rédiger chaque projet de loi. Comme aucun sénateur ne peut se présenter à une magistrature sans l'aval de l'empereur, les sénateurs ne s'opposent quasiment jamais aux projets de loi de l'empereur.
Chaque empereur nomme un questeur pour le rôle d' ab actis senatus. Ce questeur compile les procédures du Sénat en un document appelé acta senatus. Des extraits sélectionnés sont publiés dans l'acta diurna (« faits quotidiens ») et distribués au public.

### Pouvoirs du Sénat
Pendant la transition de la République à l'Empire, l'influence du Sénat est réduite à celle de simple conseiller. Néanmoins, l'influence du Sénat augmente sensiblement après l'avènement de l'Empire. Durant la transition, le Sénat se voit accorder des pouvoirs législatifs, judiciaires et électoraux. Bien que son pouvoir augmente théoriquement, sa véritable autorité diminue.

#### Pouvoirs législatifs du Sénat
Si les assemblées existent toujours après la création de l'Empire, elles sont très vite neutralisées. Constatant que ces assemblées sont trop corrompues pour être sauvées, les premiers empereurs transfèrent tous les pouvoirs législatifs au Sénat. Après ce transfert, le senatus consulta acquiert pleine force de loi.
D'un point de vue législatif, le Sénat des débuts de l'Empire s'occupe principalement de l'administration financière et civile de Rome. Il possède également une autorité non négligeable sur les provinces sénatoriales. Avec l'aval de l'empereur, le Sénat peut créer de nouvelles taxes. Il gère également les festivals et peut accorder certains honneurs spéciaux.

#### Pouvoirs judiciaires du Sénat
Au début de l'Empire, tous les pouvoirs judiciaires détenus précédemment par les assemblées législatives sont transférés au Sénat. Chaque province sénatoriale possède un tribunal dont les décisions peuvent être pourvues en appel devant le Sénat. Mais de tels cas de figure se font uniquement sur recommandation d'un consul.

#### Pouvoirs électoraux du Sénat
Le Sénat élit souvent les nouveaux empereurs. Il leur confère alors l'imperium (l'autorité constitutionnelle nécessaire pour être empereur).
L'empereur Tibère transfère tous les pouvoirs électoraux des assemblées au Sénat. Bien que seul le Sénat ait le pouvoir d'élire les nouveaux magistrats, l'accord de l'empereur est nécessaire avant qu'un individu puisse briguer n'importe quelle magistrature.

## Assemblées législatives
Pendant le règne du deuxième empereur Tibère, les pouvoirs des assemblées législatives (les comices) sont transférés au Sénat. La décadence des comices, alors composé de la populace de Rome, a rendu inévitable leur impuissance. Les électeurs de chaque comice ne sont pas suffisamment compétents pour traiter les questions amenées devant les comices. De plus, les électeurs offrent souvent leurs votes au plus offrant.

### Comices curiates
Après la fin de la République, la lex curiata de imperio n'est plus votée par les comices curiates, mais par le Sénat. Après l'avènement de l'Empire, cette assemblée se compose toujours de trente licteurs. Les deux seules fonctions des comices curiates impériales consistent à prendre connaissance des projets de loi et à ratifier les adoptions.

### Comices centuriates
Sous l'Empire, les soldats sont toujours organisés en centuries. Néanmoins, après la fin de la République, les centuries perdent tout leur sens. La division des comices centuriates en centuries de seniores et iunores est quand même maintenue. L'organisation des centuries se fait toujours sur la base de la propriété individuelle.
La législation n'est jamais soumise aux comices centuriates impériales. Après la création de l'Empire, tous les pouvoirs judiciaires détenus par les comices centuriates républicaines sont transférés aux cours de justice indépendantes (quaestiones). Sous l'empereur Tibère, tous les pouvoirs électoraux des comices centuriates sont transférés au Sénat.
Après avoir perdu ses pouvoirs législatifs, judiciaires et électoraux, les comices centuriates n'ont plus d'autorité. Sa fonction dorénavant est d'entendre le renuntiatio. Celui-ci est entendu après que le Sénat a élu les magistrats. C'est une cérémonie pendant laquelle le résultat des élections est lu par les électeurs. Le renuntiatio autorise l'empereur à déclarer que les magistrats ont été élus par le peuple souverain.

### Comices tributes
Après la création de l'Empire, le peuple de Rome continue d'être réparti en tribus. Cette division est maintenue car elle facilite la mise à jour de la liste des citoyens par le Sénat et simplifie la distribution du grain.
Toute loi que l'empereur soumet aux assemblées en vue de sa ratification est présentée aux comices tributes.
Sous l'empereur Tibère, les pouvoirs électoraux des comices tributes sont transférés au Sénat. Chaque année, après les élections annuelles des magistrats par le Sénat, les comices tributes entendent le renuntiatio. Il a la même utilité avec les comices tributes qu'avec les comices centuriates.

### Concile plébéien
Le concile plébéien survit à la fin de la République mais perd tous ses pouvoirs législatifs, judiciaires et électoraux au profit du Sénat. En vertu de ses pouvoirs tribuniciens, l'empereur garde un contrôle absolu sur le concile plébéien.

## Magistrats de l'exécutif
Une distinction doit être faite entre les titres de princeps et d'empereur. Bien que le terme empereur dérive du titre honorifique imperator, le mot lui-même n'existe dans sa forme moderne que depuis que Charlemagne a été couronné au VIIIe siècle. En ce qui concerne les premiers empereurs, le terme Princeps est plus approprié. Ce dernier signifie littéralement « premier citoyen ».
Sous l'Empire, la plupart des anciennes magistratures républicaines continuent d'exister même si elles deviennent vite impuissantes

### Empereur (princeps)
Théoriquement, le Sénat élit chaque nouveau Princeps. Néanmoins, en pratique, le Princeps en place nomme lui-même son successeur. Avant sa mort, il donne à son successeur tous les pouvoirs (pouvoirs tribuniciens et imperium proconsulaire) dont il a besoin théoriquement pour être nommé Princeps. À la mort du Princeps, c'est à l'armée d'accepter ou de rejeter son choix de successeur. Si un individu bénéficie du soutien de l'armée, le Sénat donnera son accord après élections indépendantes.
Le statut légal du pouvoir du Princeps repose sur son imperium proconsulaire et ses pouvoirs tribuniciens. Son imperium proconsulaire lui donne le pouvoir de commander sur toute l'armée romaine. Ses pouvoirs tribuniciens lui donnent tout pouvoir sur la machine civile de Rome et rendent son poste et sa personne sacrosaints.

#### Pouvoirs consulaires et proconsulaires
Fort de son imperium proconsulaire, le princeps détient le même niveau d'imperium que les consuls, ce qui lui confère le même degré d'autorité. Mais comme le princeps est rarement un consul, il n'est pas sujet aux mêmes restrictions que les consuls. Par exemple, il n'est pas soumis à la collégialité (il n'a pas de collègue) et ne peut pas voir ses actions bloquées par un veto.
Son imperium proconsulaire lui donne autorité sur tous les proconsuls. Comme ceux-ci dirigent les provinces contestées, la majorité de l'armée romaine y est concentrée. Par conséquent, le Princeps commande sur une grande partie de l'armée.
En fin de compte, le grade d'imperium conféré au princeps comprend des pouvoirs qui étaient réservés au Sénat ou aux assemblées sous la République. Cela inclut le droit de déclarer la guerre, de signer des traités et de négocier avec des dirigeants étrangers.

#### Pouvoirs tribuniciens
Tandis que l'imperium proconsulaire donne au Princeps autorité sur l'armée, ses pouvoirs tribuniciens (potestas tribunicia) lui donnent tout pouvoir sur l'appareil civil de Rome. Le côté le plus utiles des pouvoirs tribuniciens est sans doute son prestige qui provient de l'origine populiste du titre de tribun.
Ses pouvoirs tribuniciens donnent au Princeps un statut légal lui permettant de présider (et donc de dominer) les assemblées et le Sénat. Ils l'autorisent également à mettre son veto à n'importe quelle action des assemblées populaires ou du Sénat même si les assemblées sont vite devenues impuissantes et si faire obstruction au princeps est chose rare au Sénat.
À partir du moment où un princeps est investi des pouvoirs tribuniciens, son poste et sa personne deviennent sacrosaints. Porter atteinte physiquement (ou tenter de le faire) au princeps est considéré comme une offense capitale (donc passible de peine de mort), tout comme lui faire obstruction ou même parler du princeps en des termes peu élogieux.

#### Pouvoirs supplémentaires
Le princeps est capable de gérer toutes sortes de taches dont les censeurs s'occupaient sous la République. Il peut collecter les taxes et signer des contrats publics. Il peut également réglementer la moralité publique (censure) et mener le recensement, ce qui lui donne un contrôle incontesté sur les membres du Sénat.
Le Princeps a le pouvoir de publier un edicta (lié à un problème militaire, au trésor ou à l'approvisionnement en nourriture), un decreta (décisions judiciaires) et un rescripta (en réponse à d'importantes questions de citoyens privés).
Sous la République, le trésor d'État est conservé à l’aerarium Saturni. Seul le Sénat peut gérer le trésor. Au début du principat, le Sénat garde le contrôle de l’aerarium Saturni. Néanmoins, au fil du temps, le Sénat perd ce contrôle. L'empereur Auguste créé deux nouveaux trésors : le fiscus Caesaris et l’aerarium militare. Le premier remplace l’aerarium Saturni et devient alors le principal trésor de Rome. Puisque le Princeps contrôle ce trésor, techniquement, il ne viole pas la tradition (comme il l'aurait fait s'il avait pris un contrôle absolu de l’aerarium Saturni). L'aerarium militare est quant à lui d'importance mineure. Sa fonction principale est de conserver les fonds servant à payer les soldats.
Le Princeps contrôle également les institutions religieuses. En dominant à la fois les institutions politiques et religieuses, le Princeps est devenu le véritable maître de l'état.

### Magistrats républicains sous l'Empire
Sous l'Empire, les citoyens sont divisés en trois classes : l'ordre sénatorial, l'ordre équestre et les plébéiens. Tout citoyen peut briguer un poste dans le service public. Pour chaque ordre, les carrières et les débouchés sont différents (cursus honorum). Seuls les citoyens issus des classes sénatoriales peuvent prétendre aux magistratures de l'exécutif de l'ancienne république. Celles qui ont survécu à la chute de la République sont (par ordre de rang dans le cursus honorum) le consulat, la préture, le tribunat de la plèbe, la questure, l'édilité et le tribunat militaire.

#### Consuls
Pendant la transition de la République à l'Empire, la majeure partie des pouvoirs des consuls républicains est transférée au Princeps. De plus, quiconque veut briguer le consulat doit être nommé par le Princeps. Par conséquent, les consuls perdent leur indépendance et donc leurs pouvoirs et leur prestige. La plupart du temps, les consuls démissionnent avant le terme de leur mandat. Cela a pour effet d'affaiblir le consulat. Avec des consuls plus faibles, le Sénat lui-même s'affaiblit ce qui a pour conséquence de rendre le princeps encore plus puissant.
Après la chute de la République, les consuls n'ont plus réellement de pouvoirs. L'autorité (et donc le prestige) du consulat s'est tant dégradé que les consuls ne sont devenus que des « édiles glorifiés ». Les consuls impériaux peuvent présider le Sénat, agir en tant que juge dans certains tribunaux et gèrent les jeux et les spectacles. En général, l'autorité consulaire n'excède pas l'administration civile de l'Italie ou les provinces sénatoriales.

#### Préteurs
Brièvement, les préteurs ont tout pouvoir sur le trésor. Le pouvoir des préteurs est au plus haut quand ils président les quaestio perpetua (« tribunaux permanents »). Mais la préture devient seulement un poste de prestige quand l'empereur Hadrien publie un décret appelé edictum perpetuum. Ce décret enlève aux préteurs le pouvoir de publier les édits. Il transfère également la plupart de leurs pouvoirs judiciaires soit aux consuls, soit aux juges de districts.

#### Tribuns
Sous l'Empire, les tribuns demeurent sacrosaints. En théorie, ils conservent le pouvoir de rassembler (ou d'exercer un veto sur) le Sénat et les assemblées. Mais ces pouvoirs n'ont pas grandes significations étant donné que les assemblées sont devenues impuissantes. Le fait de pouvoir s'opposer occasionnellement au Sénat par leur veto reste la seule véritable influence qu'ont les tribuns. Ils peuvent aussi infliger des amendes et conservent leur pouvoir de provocatio.

#### Questeurs
Auguste divise le collège des questeurs en deux. La première partie sert dans les provinces sénatoriales, tandis que la deuxième est employée dans l'administration du gouvernement central.
Un questeur est assigné à chaque province sénatoriale, excepté en Sicile où ils sont deux. Au total, douze questeurs sont assignés aux provinces sénatoriales. Des huit questeurs restant, deux (les quaestores urbani) reçoivent une juridiction dans la ville de Rome. Finalement, les deux consuls et le Princeps sont chacun assisté de deux questeurs.

#### Édiles
Sous Auguste, la gestion du réapprovisionnement en grain est transférée des édiles à une équipe de commissionnaires. Les édiles perdent ensuite le pouvoir de maintenir l'ordre dans la ville, ce qui les rend impuissants. Cette magistrature disparaît au milieu du IIIe siècle.

#### Magistratures abolies
Marc Antoine abolit les titres de dictateur et de maître de cavalerie durant son consulat de 44 av. J.-C. Le poste d'interrex est également supprimé durant la transition de la République à l'Empire. La censure disparaît après le règne de Claude.

## Constitution du Bas-Empire

### État de l'Empire à la fin du Principat
Entre la mort de l'empereur Septime Sévère en 211 et l'accession au trône de Dioclétien en 284, 26 empereurs se sont succédé et se sont fait assassiner. La majorité d'entre eux doivent leur accession au trône à la force des armes. Ils se maintiennent en place tant qu'ils gardent le soutien de l'armée et tant qu'ils sont en mesure d'empêcher l'apparition de rivaux. L'armée et la garde prétorienne sont devenues le véritable pouvoir caché derrière le trône impérial.
Ce phénomène, où l'armée peut agir comme une force politique, constitue le principal dysfonctionnement de la constitution. Celui-ci provient du fait qu'il n'existe pas de mécanisme accepté par tous pour faciliter la succession au trône. L'absence d'un tel mécanisme légitime le recours à la force pour installer de nouveaux empereurs. Cette méthode étant la plus efficace, elle est acceptée par tous.
L'accession au trône de Dioclétien est une conséquence de ce désordre. Ses réformes, en substance, paraissent moins radicales que ce qui se passe en réalité, c'est-à-dire que le gouvernement devient ce qu'il est plus ou moins depuis quelques siècles : une monarchie. Avec les réformes de Dioclétien, les dernières illusions républicaines disparaissent définitivement et le « Principat » est aboli. À la place, Dioclétien établit un système que les historiens modernes ont baptisé « Dominat » (ce terme dérive du latin dominus qui signifie « seigneur » ou « maître »).

### Règne de Gallien et situation militaire
Les empereurs de cette période rencontrent tous des problèmes similaires. Le règne de l'empereur Gallien (de 253 à 268) illustre bien l'état dans lequel se trouve l'Empire durant cette période.
Durant le règne de Gallien, aucune des provinces de l'Empire (excepté peut-être les provinces africaines) n'échappent aux incursions barbares dévastatrices. À l'est, les Perses occupent la Syrie et ont capturé le père de Gallien, le coempereur Valérien. Au nord, les Goths envahissent le territoire romain, mettant à sac des villes aussi méridionales que Corinthe et Athènes. Toujours au nord, les Alamans pénètrent assez loin dans le territoire romain, ne rencontrant aucune résistance sérieuse avant d'atteindre Ravenne. Les Francs, quant à eux, traversent la Gaule, mettant à sac les villes hispaniques. Dans un premier temps, les invasions prennent la forme de raids ponctuels, les envahisseurs se retirant avec le butin après la mise à sac. Par conséquent, ces raids n'entraînent pas de pertes majeures de territoire, néanmoins le commerce et l'économie de ces régions s'en trouvent durement affectés.
Une des conséquences de cette situation est l'apparition d'usurpateurs, la plupart du temps des gouverneurs de provinces. Les citoyens des provinces touchées par les invasions ont un ennemi commun et ne peuvent compter sur la protection de Rome. Leur loyauté envers l'empereur sérieusement entamée, ils se tournent vers leurs gouverneurs. Ces derniers commencent alors à assumer des titres qu'ils ne possèdent pas d'un point de vue légal, ce qui entraîne irrémédiablement un morcellement virtuel de l'Empire.
Postumus, gouverneur de Gaule durant le règne de Gallien, est un de ces usurpateurs. Après avoir repoussé une invasion franque, ses troupes le saluent comme un empereur. Au contraire des autres gouverneurs qui se sont retrouvés dans cette situation, Postumus ne profite pas de son nouveau pouvoir pour marcher sur Rome. Au lieu de ça, en 258, il crée son propre empire en Gaule. Il établit un tribunal, nomme des généraux et se proclame lui-même consul et pontifex maximus. Il organise son empire à l'image de l'Empire romain. En 268, un autre gouverneur, Tetricus, lui succède. Il semble que Tetricus ait ajouté l'Hispanie à son empire. En 273, l'empereur Aurélien force Tetricus à abdiquer et rétablit la loi romaine en Gaule.
Si les règnes de Postumus et Tetricus n'ont jamais été officiellement reconnus par Rome, ce n'est pas le cas pour le royaume d'Odénat qui s'est lui-même proclamé roi de Palmyre et a élevé sa femme Zénobie au rang de reine. Rome ne s'y est pas opposé, lui donnant le contrôle sur l'Asie et le droit de nommer des gouverneurs et des généraux. Alors qu'Odénat reconnaît l'autorité de l'empereur Gallien, Zénobie s'y refuse. En 269, elle lève une armée et conquiert l'Égypte. Elle change de nom en Augusta et baptise son fils Augustus. En 271, le nouvel empereur, Probus, la boute hors d'Égypte. Palmyre est réintégré à l'Empire romain en 272 sous Aurélien.

### Constitution de Dioclétien
Quand Dioclétien devient empereur en 284, la situation militaire s'est stabilisée, ce qui lui donne l'opportunité de promulguer des réformes indispensables à la constitution.
Dioclétien réutilise le système mis en place par Marc Aurèle et divise l'Empire en deux : l'Empire d'Orient et l'Empire d'Occident. Chaque partie est régie par un des deux coempereurs, appelés Augustes. Il réintroduit également des mesures prises par Hadrien obligeant chaque empereur à nommer un successeur, les César, dès le début de son règne.
Dioclétien installe ensuite un système bureaucratique similaire à celui qu'Hadrien avait créé. Chaque poste de ce système possède des responsabilités, un rang social et des possibilités de promotion qui lui sont propres. Avec ce système, Dioclétien marche les traces de Domitien en divisant l'Empire en petites parcelles administratives. Il donne également aux quatre tétrarques (les deux Augustes et les deux Césars) des titres honorifiques et des insignes utilisés par Domitien.
Dioclétien reprend donc des concepts qui ont été abandonnés ou qui sont sous-développés et les réunit simplement en une seule constitution. Ces réformes dissipent définitivement les dernières illusions républicaines, c'est-à-dire le partage du pouvoir entre l'empereur et le sénat. La réalité de la monarchie est maintenant claire et sans ambiguïté.

### Constitution après Dioclétien
Quand Dioclétien abdique, le chaos s'ensuit. Néanmoins, après que ce chaos s'est apaisé, la plupart de ses réformes restent en place. L'empereur Constantin promulgue quelques révisions à la constitution. L'abolition du titre de César en est la principale modification. La constitution de Dioclétien survit sous une forme ou une autre jusqu'à la chute de l'Empire romain en 476.

## Héritage de la constitution de l'Empire romain
La division de l'Empire par Dioclétien se révèle prépondérante dans les siècles à venir. Lorsque l'Église chrétienne se sépare en Église catholique romaine à l'ouest et Église orthodoxe grecque à l'est, elle réutilise les limites des deux empires de Dioclétien. De même, sa division de l'Empire en préfectures et diocèses est encore aujourd'hui utilisée par l'Église catholique.
L'empire d'Orient survit finalement un millénaire à l'empire d'Occident et même plus. L'empire d'Orient, devenu « Empire byzantin », est conquis durant le XVe siècle par les Turcs Ottomans, créant l'Empire ottoman avec Mehmed II à sa tête qui se proclame Empereur des Romains. Ce dernier ne sera dissout qu'au lendemain de la première Guerre mondiale en 1922, donnant naissance à des Etats-nations tels que la Turquie, l'Irak ou la Syrie.